# Tropidotilla
Tropidotilla is een geslacht van vliesvleugelige insecten van de familie Mierwespen (Mutillidae).

## Soorten
- T. cypriadis Invrea, 1940
- T. litoralis (Petagna, 1787)
- T. sareptana (Andre, 1901)
- T. vulnericeps (Costa, 1860)